# 파이어 다운
《파이어 다운》(Fire Down Below)은 미국에서 제작된 펠릭스 엔리퀘즈 알카라 감독의 1997년 액션, 드라마, 스릴러 영화이다. 스티븐 시걸 등이 주연으로 출연하였고 스티븐 시걸 등이 제작에 참여하였다.

## 출연

### 주연
- 스티븐 시걸

### 조연
- 마그 헬젠버거
- 해리 딘 스탠튼
- 스티븐 랭
- 브래드 헌트
- 레본 헬름
- 크리스 크리스토퍼슨

## 기타
- 공동제작: 로널드 G. 스미스
- 미술: 조 알베스
- 의상: 로잔나 노턴
- 배역: 샤리 로즈
- 배역: 조세프 미들톤